# Большой Дор (Кичменгско-Городецкий район)
Большой Дор — деревня в Кичменгско-Городецком районе Вологодской области.
Входит в состав Кичменгского сельского поселения (с 1 января 2006 года по 1 апреля 2013 года входила в Шестаковское сельское поселение), с точки зрения административно-территориального деления — в Шестаковский сельсовет.
Расстояние до районного центра Кичменгского Городка по автодороге составляет 39 км. Ближайшие населённые пункты — Малый Дор, Курденга, Бурковщина.
По данным переписи в 2002 году постоянного населения не было.